# Antonio Bartolomeo Bruni
Antonio Bartolomeo Bruni (Cuneo, Piemont (Itàlia) 28 de gener de 1757 - París (França), 6 d'agost de 1821) fou un compositor i violinista italià del Classicisme.
Estudià la composició amb Spezziani i el violí amb Gaetano Pugnani; després es traslladà a París (1781), entrant com a violí en l'orquestra de la Comèdia Italiana.
Ocupà la direcció del teatre de "Monsieur" (1789) i després de l'Òpera Còmica, lloc que no va poder conservar degut al seu caràcter irascible i despòtic. Després es retirà a Passy, on va viure fins al 1817, en què retornà a Itàlia, dedicat a compondre per al teatre, adquirint nom per l'elegància de la seva música, que li’n valgué justos èxits.
Escriví nombroses obres, duets, quartets, sonates i concerts per a violí: un Méthode de violon; Méthode pour l'alto viola.

## Òperes
- Coradin (1786)
- Celestine (1787)
- Azelie (1790)
- Spinette et Marini (1791)
- Le Mort imaginaire (1791)
- L'Isola incantata (1792)
- Claudine (1794)
- Le mariage de Jean Jacques Rousseau (1795)
- Taberne ou le Pècheur suédois (1796)
- Le major Palmer (1797)
- Les sabotiers (1798)
- L'auteur dans son ménage (1798)
- La rencontre en voyage (1798)
- Augustine et Benjamin (1801)
- La bonne soeur (1802)
- Le règne de douze heures (1814)
- Le mariage par commission (1816)

## Discografia
- 6 Sonates per a viola op.27 (Dynamic 1997 - S2005)[1]
- 6 Duo Concertants, Libro 4 (Naxos 2011)[2]
- 25 Estudios per a viola (World Premiere Recording) - Marco Misciagna, viola (MM12, 2024)[3]